# Podospora prolifica
Podospora prolifica är en svampart som beskrevs av Cailleux 1969. Podospora prolifica ingår i släktet Podospora och familjen Lasiosphaeriaceae.   Inga underarter finns listade i Catalogue of Life.